# Gomphales
Gomphales (Walter Jülich, 1982) din încrengătura Basidiomycota, în clasa Agaricomycetes și subclasa Phallomycetidae este un ordin de ciuperci care cuprinde în momentul de față (2019) doar o singură familie cu 17 genuri și aproximativ 300 de specii global. 
Numele generic este derivat din cuvântul de limba greacă veche (greacă veche γομφος=cui, știft, țăruș).

## Taxonomie
Ordinul a fost determinat de micologul german Walter Jülich, de verificat în volumul 85 al jurnalului micologic Bibliotheca Mycologica din 1981 și este valabil până în prezent (2019).
Dar, de atunci, s-a schimbat mult.
- Genul Beenakia, a fost rânduit originar în familia Clavariadelphaceae,[4] iar aceasta a fost transferată între timp la cea a Gomphaceaelor.[5][6]
- Familia Lentariaceae a fost și ea desființată și speciile alăturate familiei Gomphaceae.[7][8]
- Conform comitetelor de nomenclatură Index Fungorum și Mycobank s-a întâmplat același lucru cu familia Gautieriaceae.[9][10]

Astfel a rămas doar o singură familie, anume Gomphaceae, cuprinzând 17 genuri.

## Morfologie
În sfârșit, mai este de menționat, că unele sau toate familiile aparținând astăzi Gomphales, pe vremuri au fost uneori incluse în ordinul Phallales (și invers). Într-adevăr, studii filogenetice ADN arată o bază comună a ciupercilor din ordinele Gomphales, Phallales și Geastrales.

## Specii în ordinul Gomphales

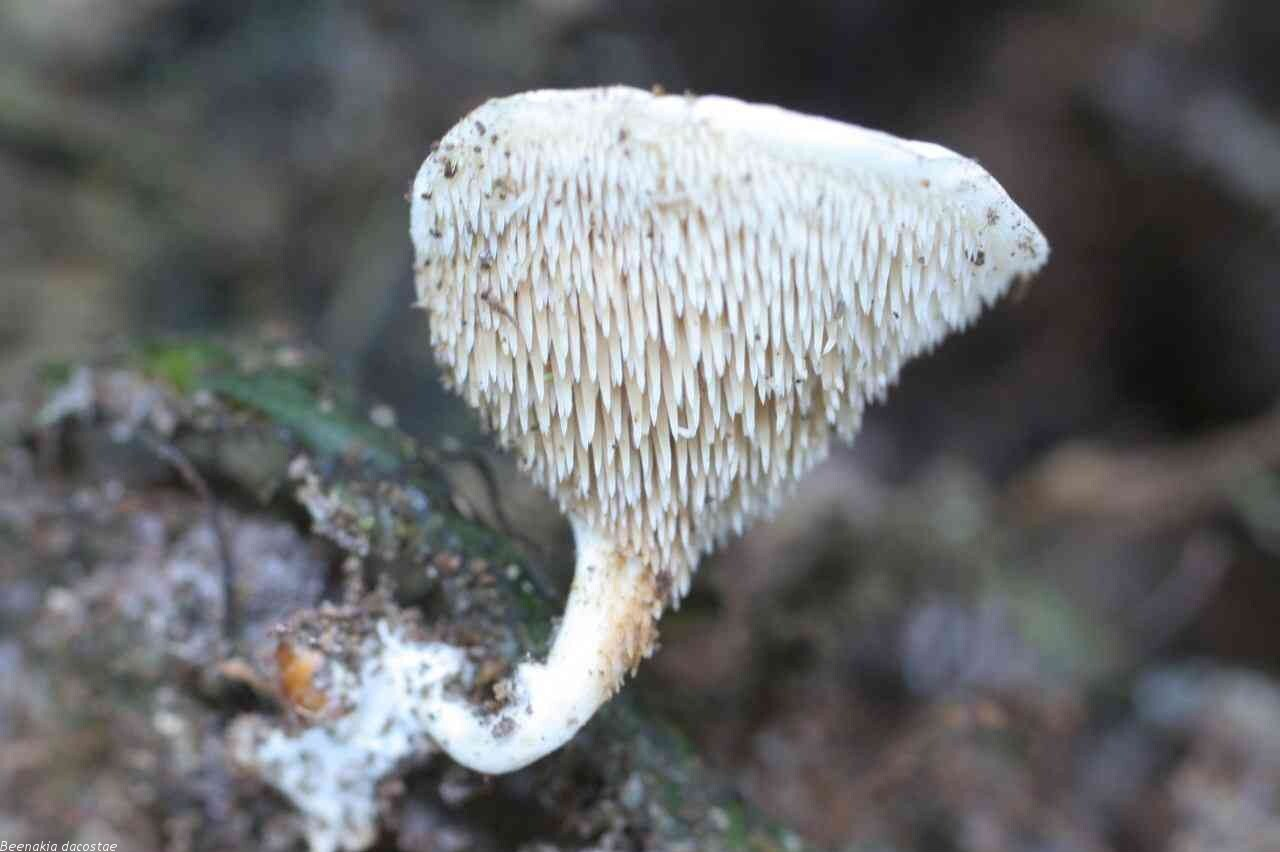
Beenakia dacostae
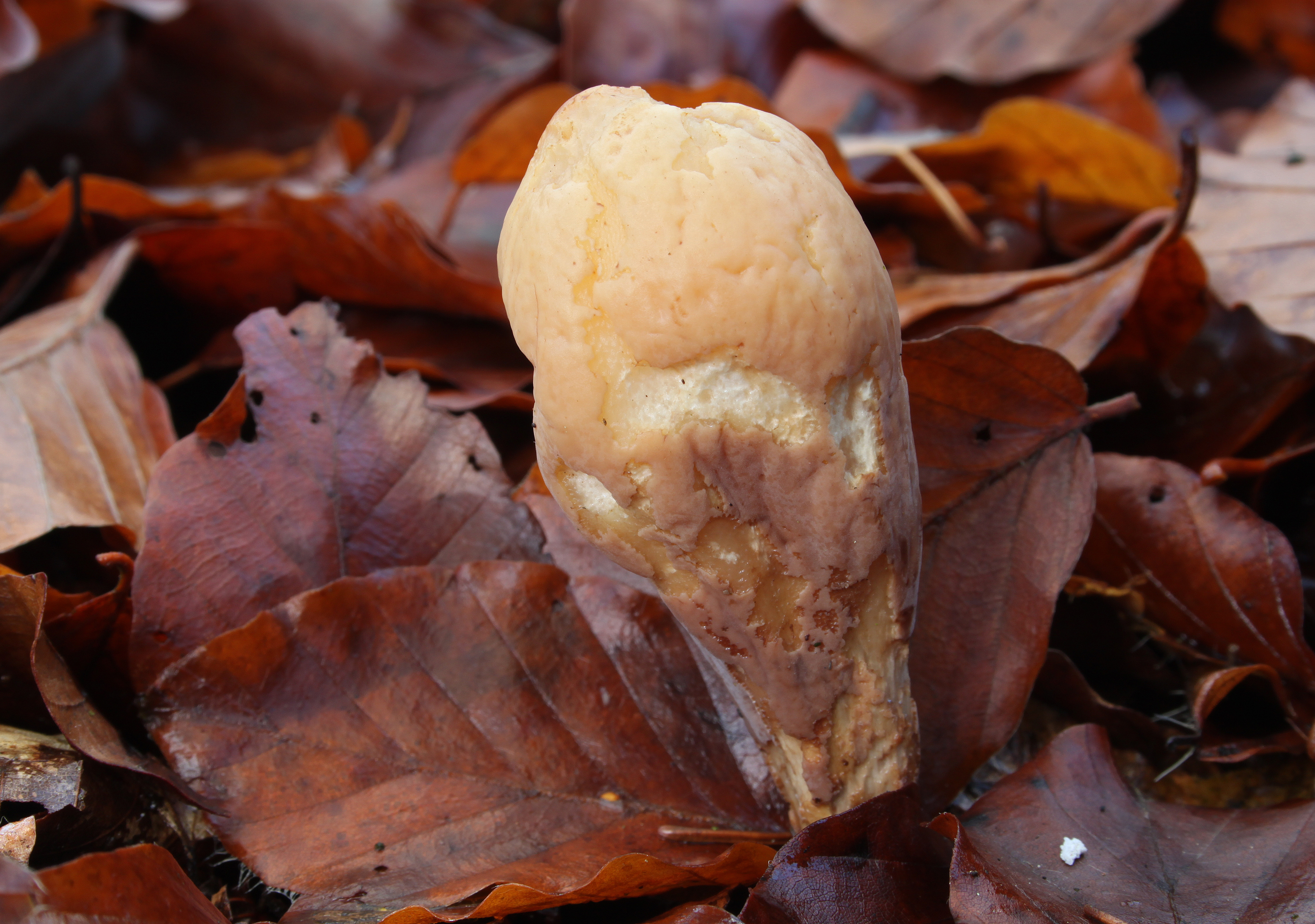
Clavariadelphus pistillaris
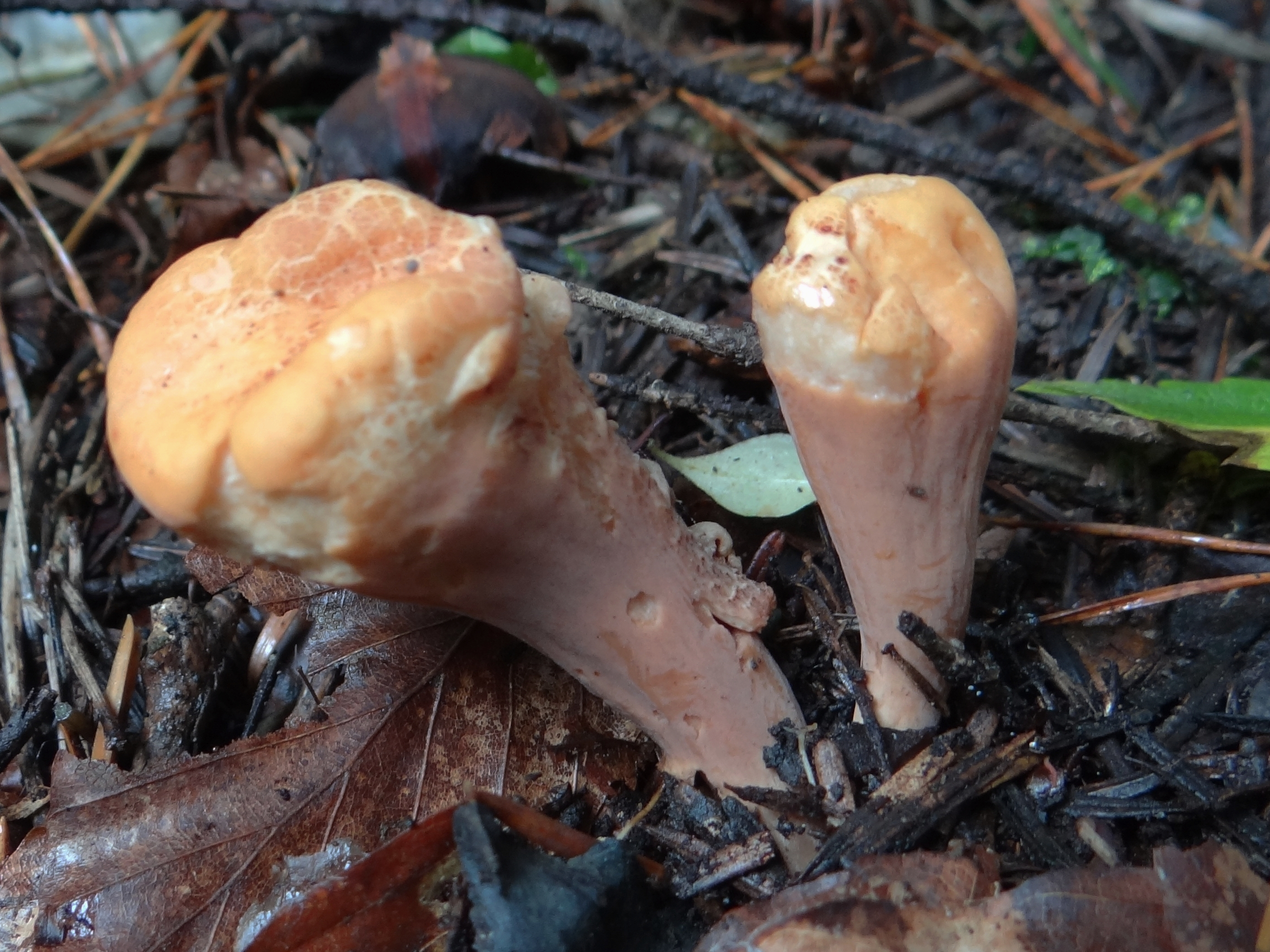
Clavariadelphus truncatus
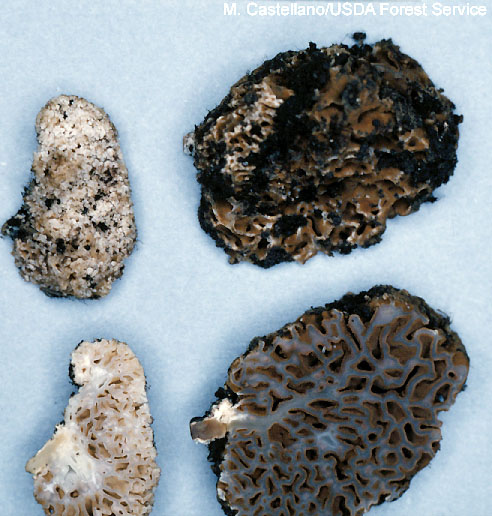
Gautieria magnicellaris
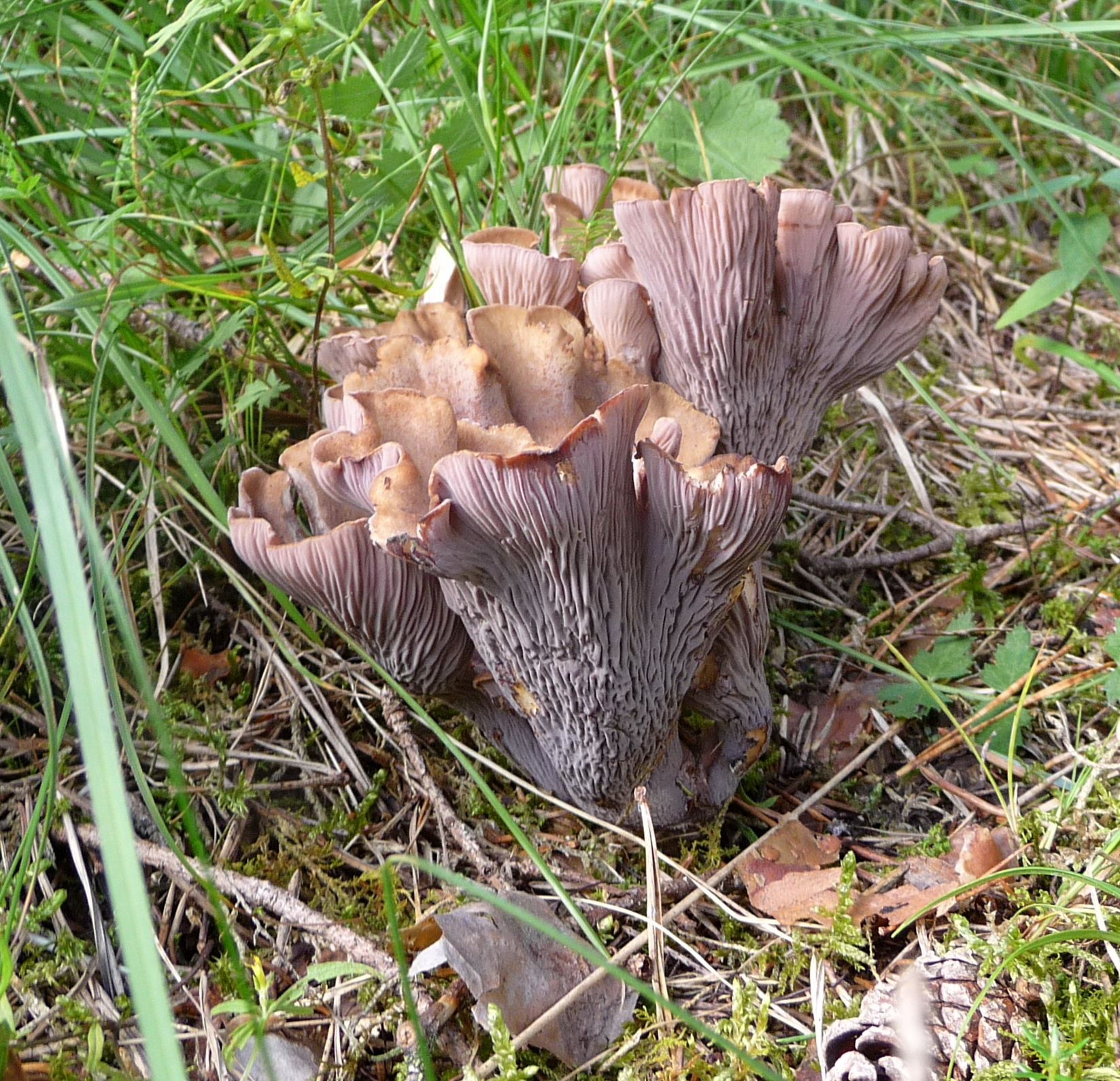
Gomphus clavatus
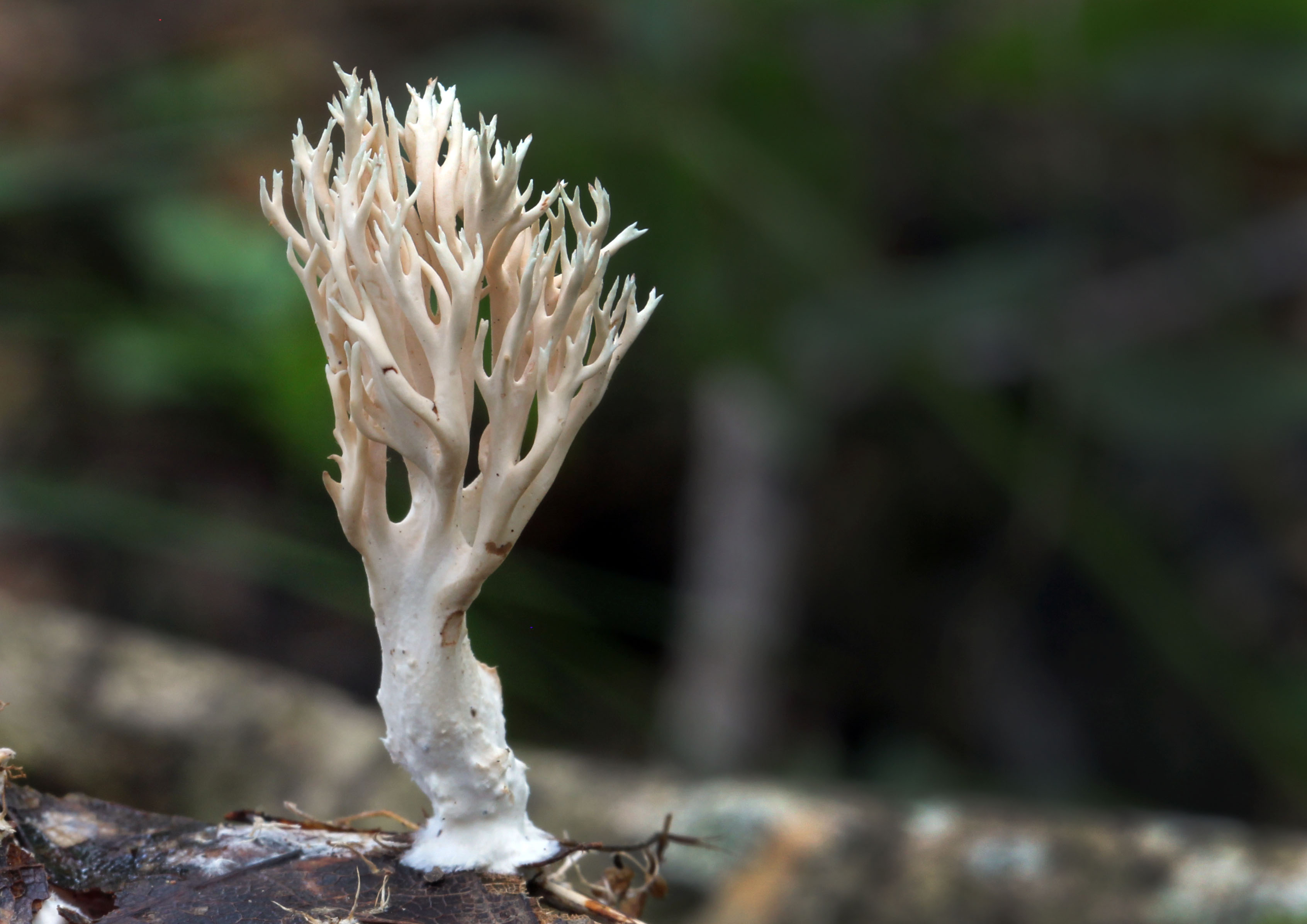
Lentaria micheneri
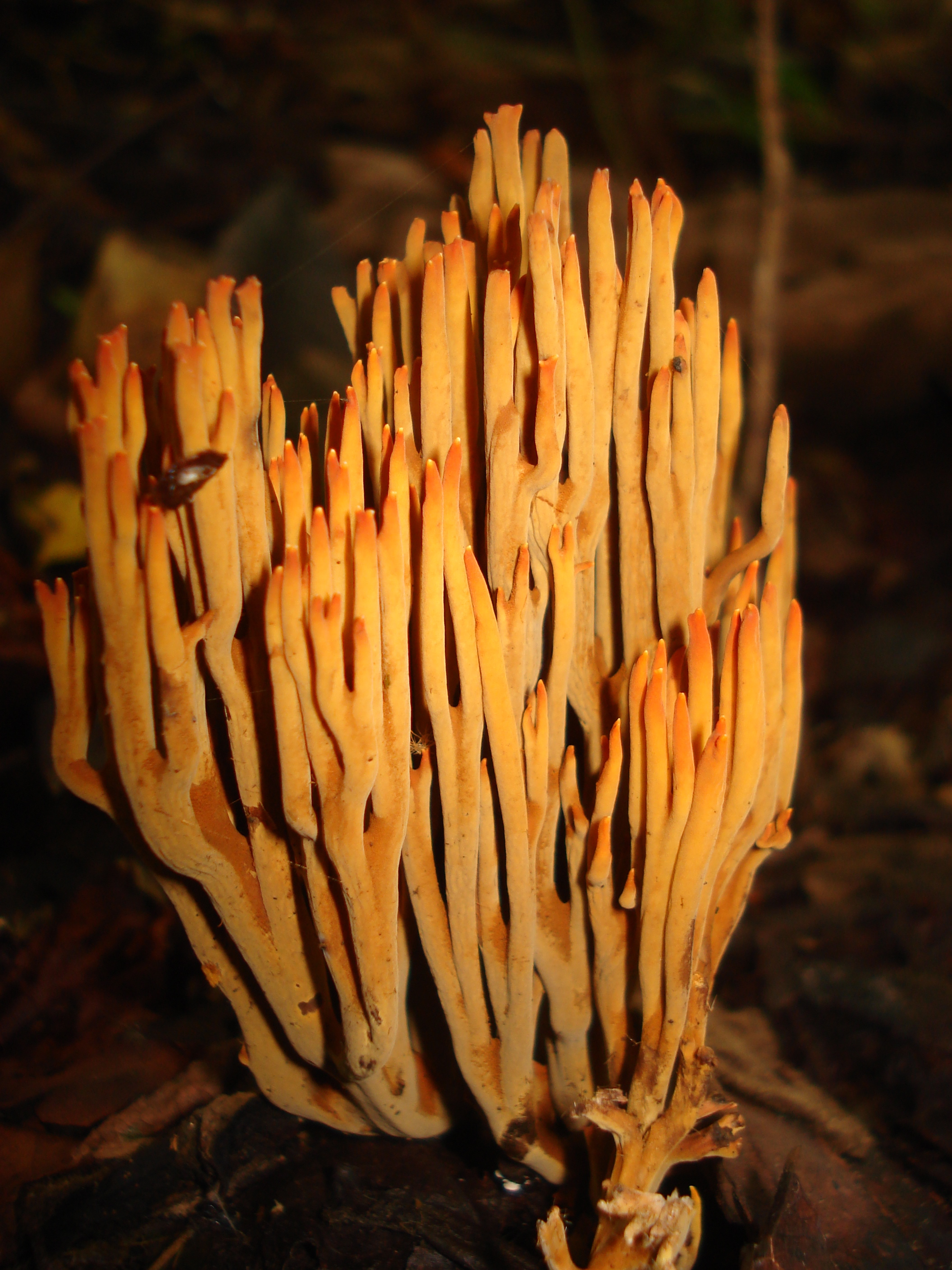
Phaeoclavulina cokeri
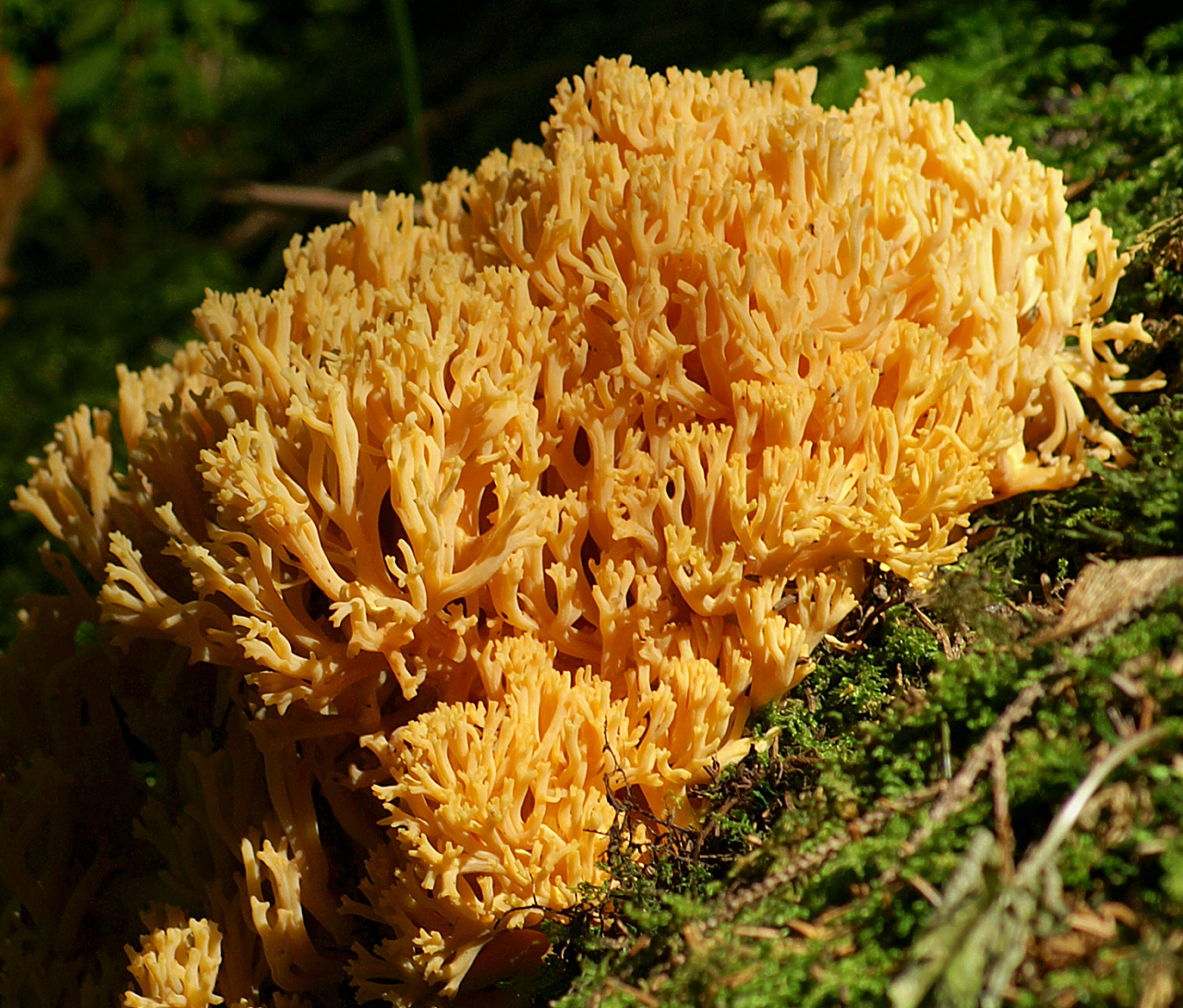
Ramaria aurea
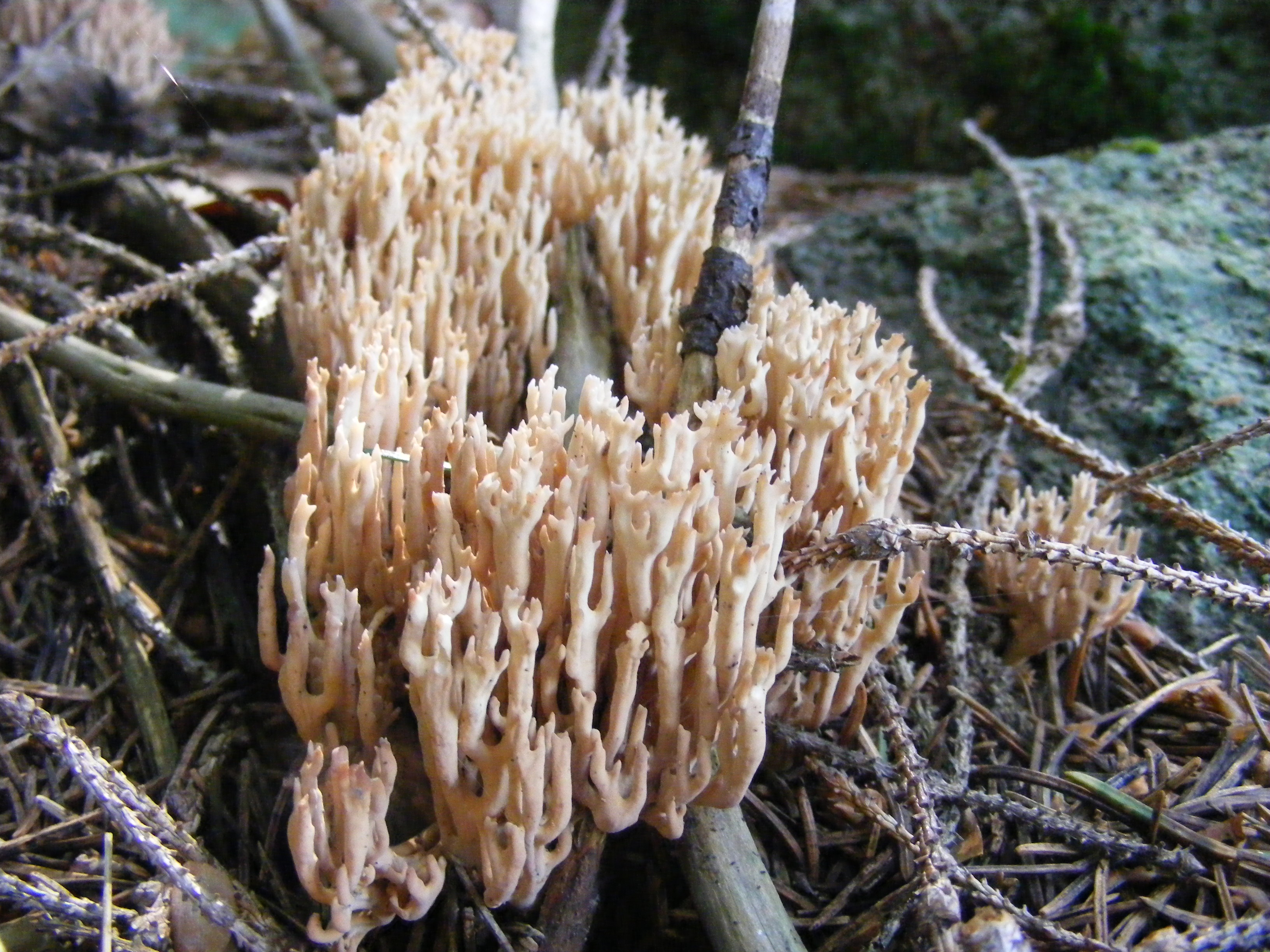
Ramaria formosa
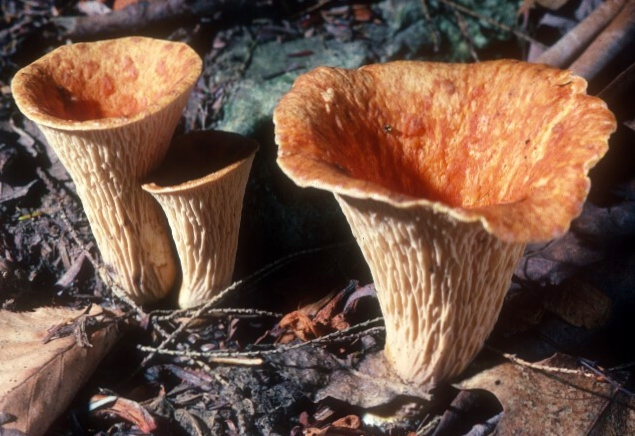
Turbinellus floccosus

## Bibiliografie
- Marcel Bon: “Pareys Buch der Pilze”, Editura Kosmos, Halberstadt 2012, ISBN 978-3-440-13447-4
- Bruno Cetto: „Der große Pilzführer”, vol. 1, ed. a 5-a, Editura BLV Verlagsgesellschaft, München, Berna, Viena 1979, ISBN 3-405-12116-7</ref>
- Rose Marie Dähncke: „1200 Pilze in Farbfotos”, Editura AT Verlag, Aarau 2004, ISBN 3-8289-1619-8
- Jean-Louis Lamaison & Jean-Marie Polese: „Der große Pilzatlas“, Editura Tandem Verlag GmbH, Potsdam 2012, ISBN 978-3-8427-0483-1</ref>
- Hans E. Laux: „Der große Pilzführer, Editura Kosmos, Halberstadt 2001, ISBN 978-3-440-14530-2